# Le Lonzac
Le Lonzac é uma comuna francesa na região administrativa da Nova Aquitânia, no departamento de Corrèze. Estende-se por uma área de 35,97 km². Em 2010 a comuna tinha 817 habitantes (densidade: 22,7 hab./km²).